# Francesco Flachi
Francesco Flachi (* 8. April 1975 in Florenz) ist ein italienischer Fußballspieler.
Der Stürmer begann seine Karriere beim AC Florenz, mit dem er 1994 in die Serie A aufstieg. 1995/96 gewann er mit Florenz die Coppa Italia. Danach wurde er an die AS Bari und 1998 an die AC Ancona ausgeliehen. 1999 wechselte Flachi zu Sampdoria Genua, mit denen er 2003 den Aufstieg in die Serie A schaffte. Im September 2006 wurde er wegen Verstoßes gegen die Glücksspielregeln für zwei Monate gesperrt. 2006/07 erreichte Genua das Halbfinale der Coppa Italia und Flachi wurde Torschützenkönig des Pokalwettbewerbs. Ende Mai wurde er jedoch wegen eines positiven Dopingtests für zwei Jahre gesperrt. Nach seiner Sperre spielte er für den FC Empoli und Brescia Calcio. Im Dezember 2009 gab er wieder eine positive Dopingprobe ab. Diesmal wurde er für zwölf Jahre gesperrt. Im Februar 2022, nach Ablauf seiner Sperre, lief Flachi im Alter von 46 Jahren wieder auf: In einem Spiel der fünften Liga für den Verein S. S. Signa 1914.